# Orenia sivashensis
Orenia sivashensis è una specie di batterio appartenente alla famiglia delle Halobacteroidaceae.